# Sõtke (Fluss)
Der Fluss Sõtke (estnisch Sõtke jõgi) fließt im Nordosten Estlands im Kreis Ida-Viru.

## Beschreibung
Der Fluss Sõtke ist 22,3 Kilometer lang. Sein Einzugsgebiet umfasst 95 km².
Der Fluss entspringt bei dem See Isanda järv, der zum Seengebiet Kurtna (Kurtna järvestik) gehört. Er mündet in der Stadt Sillamäe in die Ostsee.